# Trachycera nipponella
Trachycera nipponella är en fjärilsart som beskrevs av Hiroshi Yamanaka 2000. Trachycera nipponella ingår i släktet Trachycera och familjen mott. Inga underarter finns listade i Catalogue of Life.